# Canal 1 TV Mar Menor-Torre Pacheco
Canal 1 TV Mar Menor-Torre Pacheco es la televisión perteneciente al consorcio de televisión digital local del Mar Menor dependiente en la actualidad de los Ayuntamientos de Torre-Pacheco, San Javier y San Pedro del Pinatar. 
La cobertura del medio corresponde a la demarcación TL07.MU del plan nacional de frecuencias de la TDT, que corresponde geográficamente a la comarca del Mar Menor y el municipio de Torre-Pacheco en la Región de Murcia, aunque llega a toda la comarca del Campo de Cartagena.
Desde el día 21 de junio de 2022 ha comenzado a emitir en alta definición (HD), para prepararse por el apagón de los canales en definición estándar (SD).

## Inicio de emisiones y programación
Las emisiones comenzaron el 20 de septiembre de 2010. Se trata de una televisión de marcado carácter local-comarcal, próxima al ciudadano, cuya programación durante las 24 horas del día ofrece información, formación y entretenimiento, cubriendo el hueco existente en contenidos de proximidad que otros medios de comunicación audiovisuales no ofrecen con regularidad.
Audiovisual Works Producciones, es la firma encargada de la producción de los contenidos audiovisuales y de la confección y mantenimiento continuo de la parrilla de programación para el Consorcio de televisión digital local del Mar Menor, el centro de producción se encuentra en el municipio de San Javier. Años atrás, en la época analógica esta misma productora emprendió el proyecto de Mar Menor Televisión (MMTV) como televisión local privada dirigida principalmente a las localidades de Los Alcázares y San Javier. Este sería el germen sobre el que evolucionaría años más tarde hasta el actual Canal 1.

## Más información
Canal 1 Mar Menor-Torre Pacheco emite por el canal 40 de la TDT. La cobertura del medio corresponde a la demarcación TL07.MU del plan nacional de frecuencias de la TDT, que corresponde geográficamente a la comarca del Mar Menor y el municipio de Torre Pacheco en la Región de Murcia. El centro de emisión está situado en Carrascoy.

## Segundo dividendo digital
El día 28 de enero de 2020, empezó a emitir por su nueva frecuencia asignada que es el 40 y tendrá que abandonar el canal 51 debido a la liberación de la banda 700 MHz para el uso del 5G.
- Datos: Q5746395